# 임헌영 (문학평론가)
임헌영(任軒永, 1941년 1월 15일 ~ )은 대한민국의 사회운동가, 작가, 언론인, 교육자이며 진보적 문학평론가이다. 안동사범학교를 나온 이후 초등학교 교사 생활을 하였으며, 그 후 언론인으로 활동하였다. 1974년 문학인 사건과 1979년 남민전 사건으로 옥고를 겪기도 했다. 경상북도 의성 출신으로 본명은 임준렬(任俊烈)이다. 남로당의 박헌영의 이름을 따라 '임헌영'으로 개명했다.

## 생애

### 출생과 학력
1941년 경상북도 의성에서 임우빈(任雨牝)과 이술노미(李述露薇) 슬하의 5형제 중 막내로 태어났다. 아버지 임우빈은 보도연맹원으로 몰려 사형당했고, 형 임상환(任桑鰥)은 한국전쟁 때 실종되었으나 북한에 생존해 있다가 1990년 사망, 뒤늦게 조카들의 행방을 어렵게 알게 되었다. 어려운 환경에서 성장, 1947년 3월 의성군 조문초등학교에 입학, 1953년 의성중학교로 진학했다가 1956년 3월 안동사범고등학교로 진학했다.
1959년 안동사범학교를 졸업하고 초등학교 교사 생활을 2년간 했다. 그해 3월 모교인 조문초등학교 교사로 부임했으나, 1961년 12월 그만두었다. 이듬해 3월 중앙대학교 국어국문학과로 진학했다가 1965년에 학사 학위하였다.

### 언론 활동
이후 중앙대학교 대학원 석사과정에 진학하였으며 현대문학 과정을 전공했다. 1966년에 《현대문학》을 통해 문학평론가로 등단했으며, 1965년부터 1972년까지 약업신문·경향신문 기자로 일하고, 10월 유신으로 폐간된 진보적 잡지인《월간다리》 주간을 지냈다. 1968년에 중앙대학교 대학원 석사 학위하였다.
이후 모교인 중앙대학교에서 강사로 활동했다. 1974년 문학인 사건으로 투옥되었다가 제1심에서 석방된 후 언론인으로 활동하던 중 1979년 남민전 사건의 연루자로 지목, 다시 투옥되어 1983년 8월에 대통령 특사로 석방되었다.

### 군정 몰락 이후
한편 그는 국군보안사령부의 사찰 대상 중 한 사람이 되어 노태우 정부로부터 감시당하기도 했다. 1990년 1월 월간 <<한길문학>>의 주간 및 한국문학학교 대표, 1996년 3월부터 1998년 8월까지 중앙대학교 예술대학원 객원교수, 1996년 9월 참여연대 부설 참여사회 아카데미 원장이 되었다.

### 사회단체 활동
1997년 1월 계간 <<한국문학평론>> 주간, 1998년 8월 광복절 사면 복권되었다.
1986년부터 1989년까지 역사문제연구소 부소장으로 일했고, 역사문제연구소 운영위원을 거쳐 2001년에 민족문제연구소 부소장이 되었다가 2003년 소장이 된 이래 2011년 현재까지 일하며 친일 청산에 힘쓴 결과 2009년, 친일인명사전을 편찬하는 데 큰 기여를 하였다.
1998년부터 중앙대학교 국어국문학과 겸임교수로 일하고 있고, 2003년부터 2008년까지 한국문학평론가협회 회장과 2008년 세계한인작가연합 공동회장을, 2006년에는 한국문학평화포럼 회장 을 지냈다.

## 저서 목록
|    | 종류     | 제목                        | 출판사     | 출판년도 |
| -- | -------- | --------------------------- | ---------- | -------- |
| 1  | 저서     | 한국 근대 소설의 탐구       | 범우사     | 1974     |
| 2  | 평론집   | 문학의 시대는 갔는가        | 평민사     | 1978     |
| 3  | 평론집   | 창조와 변혁                 | 형성사     | 1979     |
| 4  | 에세이집 | 새벽을 위한 밤의 연가       | 범우사     | 1979     |
| 5  | 평론집   | 민족의 상황과 문학사상      | 한길사     | 1986     |
| 6  | 산문선   | 모래야 나는 얼만큼 작으냐   | 금문당     | 1986     |
| 7  | 저서     | 한국 현대 문학 사상사       | 한길사     | 1988     |
| 8  | 평론집   | 문학과 이데올로기           | 실천문학사 | 1988     |
| 9  | 평론집   | 변혁운동과 문학             | 범우사     | 1989     |
| 10 | 저서     | 분단시대의 문학             | 태학사     | 1992     |
| 11 | 평론집   | 우리시대의 소설읽기         | 글         | 1992     |
| 12 | 해설서   | 노래가 된 서른일곱편의 시   | 웅진문화   | 1992     |
| 13 | 평론집   | 우리 시대의 시 읽기         | 공동체     | 1993     |
| 14 | 해설서   | 명작 속의 여성 73           | 공동체     | 1993     |
| 15 | 저서     | 문학을 시작하려면           | 생활지혜   | 1994     |
| 16 | 산문집   | 자유인에서 자유인으로       | 문예마당   | 1995     |
| 17 | 참고서   | 명작과 함께하는 주제별 논술 | 한샘출판사 | 1996     |

외에 편저, 공저, 번역 등 20여 권, 논문, 평론, 산문 등 1000여 편이 있다. 또 해외 각종 학술대회에 참가하여 20여 차 발제, 사회, 질의 등을 했다.

## 상훈 경력
- 1988년 한국문학작가상 평론부문상
- 1996년 편운조병화 문학상(평론상 부문)

## 논란

### 친일인명사전 편찬에서의 중립성 의혹

#### 의혹제기
임헌영은 친일인명사전의 편찬에 주도적으로 참여한 사람 가운데 한명이었다. 이를 두고 지만원 등 보수 인사들은 진정성 및 정치적 의도에 대한 의혹을 제기하였다. 친일인명사전 발표 직후 2009년 12월 9일 보수 인사 지만원과 정창인 등 보수인사들은 "임씨는 경향신문이 발행하는 ‘주간경향’ 등에서 재직하다 지난 1974년 1월 ‘문인간첩단사건’에 연루돼 반공법 위반으로 입건, 1976년 7월 대법원으로부터 징역 1년에 집행유예 2년을 선고받은 것으로 전해졌다. 이후 남민전(남조선민족해방전선준비위원회)에서 활동하다 대법원으로부터 징역 5년을 선고받았다 며 비난했다.

#### 반론
이에대한 개인적인 입장표명은 없다. 하지만 보수측에서 제기하는 '선정위원들의 성향'에 대해서 논란이 있는 것에 대해 '보수언론들이 제기해 온 색깔론에 불과하다'는 반론 지적도 있다. 편찬위원회에는 임헌영을 비롯한 민족문제연구소만이 단독적으로 활동한게 아닌 역사문제연구소, 독립기념관 연구위원, 국사편찬위원회 등 각 분야에 학술적으로 권위높은 역사학자들이 다수 참여하고 있다.
친일인명사전 편찬에서 '인물선정 작업' 과정은 다음과 같다. 우선 일제강점기 공문서, 신문, 잡지 등 3천여종의 문헌자료를 수집하고 이를 바탕으로 250만 건의 인물정보를 데이터베이스로 구축부터 시작한다. 이런 과정을 통해 2만5천 건의 친일혐의자 모집단을 추출하고, 20여 분야의 전문분과회의와 상임위원회 심의를 거친 결과 4430명을 선정하게 된 것이다. 이렇게 선정된 인물들은 각 분야별 학계에서 권위높은 전문가들하고 상의하고 재차 검토 및 자문을 거쳐 전체회의에서 확정되는 것이라는 반론이 있다.
실제로 이과정에서 민족문제연구소 소장 임헌영의 대학시절 정신적으로 많은 영향을 준 대학교수인 백철, 친일파 연구 권위자인 임종국의 부친 임문호, 대한민국에서 진보성향의 대표적인 인물인 백낙청의 부친 백붕제 등이 수록되어있다는 반론도 있다.

## 같이 보기
- 민족문제연구소
- 역사문제연구소 (부소장이었음[8])
- 친일인명사전
- 남민전 사건
- 권정생
- 이오덕
- 임우빈
- 강만길
- 서중석
- 한명숙

## 참고 자료
- 윤창빈 (2008년 4월 29일). “"과거에 대한 올바른 성찰과 반성이 중요" - [인터뷰] 임헌영 민족문제연구소장 인터뷰”. 오마이뉴스. 2008년 5월 22일에 확인함. |제목=에 지움 문자가 있음(위치 27) (도움말)
- https://web.archive.org/web/20110911224121/http://www.cauon.net/news/articleView.html?idxno=13502